# Woolmet House
Woolmet House war ein Herrenhaus in der schottischen Stadt Danderhall in der Council Area Midlothian. Das Gebäude wurde zwischenzeitlich abgerissen. Erhalten ist jedoch das Tor, welches die Einfahrt zu dem Anwesen markierte. Dieses wurde 1971 in die schottischen Denkmallisten in der höchsten Kategorie A aufgenommen.

## Woolmet House
Bei Woolmet House handelte es sich um ein dreistöckiges Herrenhaus aus dem Jahre 1686. Es wies einen L-förmigen Grundriss auf, wobei der Hauptflügel sich in Ost-West-Richtung erstreckte. Die Fassaden waren verputzt, wobei die Faschen und Ecksteine unverputzt blieben. Der Nebenflügel war mit Staffelgiebel gestaltet.
Bereits zu Beginn des 20. Jahrhunderts wurde Woolmet House als baufällig beschrieben. Als Folge des extensiven Kohlebergbaus waren Risse am Mauerwerk aufgetreten. 1947 wurde es dem National Trust überschrieben. Im Jahre 1954 musste es schließlich abgerissen werden. Fragmente wurden am Castle of Mey und am Northfield House wiederverwendet. Bauhistorisch interessant wäre Wollmet House gewesen, da es in seiner Geschichte zu keinem Zeitpunkt modernisiert oder restauriert wurde.

## Tor von Woolmet House

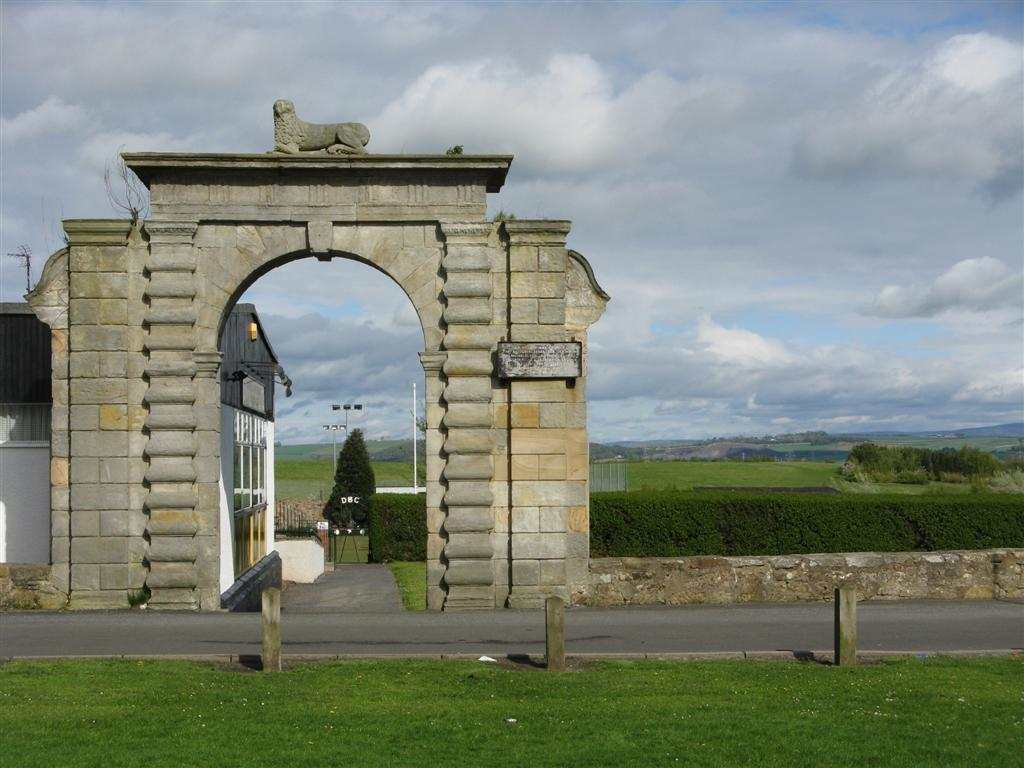
Tor von Woolmet House

Das Bauwerk flankierte einst die Zufahrt zu Woolmet House. Es ist im Stile eines Triumphbogens mit reliefierten klassizistischen Pfeilern gestaltet. Das Schichtenmauerwerk besteht aus Quadersteinen und der Rundbogen ist mit Schlussstein gearbeitet. Der Fries am Architrav ist mit Triglyphen gestaltet. Die aufsitzende Löwenskulptur ist neueren Datums. Die ostexponierte Bogenrückseite ist nicht so detailliert ornamentiert wie die Vorderseite. Zu beiden Seiten geht eine flache Bruchsteinmauer ab.